# Канікули в Провансі
«Канікули в Провансі» («Avis de mistral») — французька драматична кінокомедія 2014 року, знятий режисером Розелін Бош, з Жаном Рено у головній ролі.

## Сюжет
Ліа, Адрієн та їхній глухий від народження молодший братик Тео змушені вирушити на літо в Прованс до свого дідуся Поля, якого вони ніколи не бачили через стару затяжну сімейну сварку. Перебуваючи поруч зі своїми онуками, Поль став більше цінувати сімейні стосунки і навчив діток розуміти одне одного і бути добрими.

## У ролях
- Жан Рено — Поль
- Анна Гальєна — Ірен
- Хлоя Жуанне — Лея
- Г'юго Дессіу — Адрієн
- Том Лееб — Тьяго
- Лукас Пелісьє — Тео
- Жан-Мішель Нуаре — Жан-Мі
- Ор Атіка — Магалі
- Юг Офре — Еллі
- Фаб'єн Баярді — Марангоні
- Лоран Фернандез — Момо
- Родольф Соньє — доктор Чассон
- Шарлотта де Туркейм — Лоретта
- Рафаель Агоге — Емілі
- Жан-П'єр Лорі — батько Адріана
- Уссама Абасса — Софіан
- Йоріс Запіян — Кевін
- Мішель Дрюкер — Мішель Дрюкер
- Патрік Котте-Муан — листоноша
- Енді Робер — Метью
- Джеремі Мерсер — англієць
- Жан-Марк Равера — ринковий торговець
- Тіфані Пітуазе — англійська дівчина
- Франк Крузе — Франк
- Лола Інгрід Ле Рош — танцівниця фламенко

## Знімальна група
- Режисер — Розелін Бош
- Сценарист — Розелін Бош
- Оператор — Стефан Ле Парк
- Продюсери — Ален Голдман, Катрін Моріссе, Марк Ваде
- Композитор — Еліз Люгерн
- Монтаж — Самуель Данезі
- Кастинг-директор — Коралі Амедео